# پایگاه هوایی رنس – شامپاین
 پایگاه هوایی رنس-شامپاین (به انگلیسی: Reims – Champagne Air Base) (به زبان بومی: Base aérienne 112) یک فرودگاه نظامی با کد یاتا RHE است که یک باند فرود آسفالت دارد و طول باند آن ۲۴۸۲ متر است. این فرودگاه در شهر رنس کشور فرانسه قرار دارد و در ارتفاع ۹۵ متری از سطح دریا واقع شده است.